# Jørgen Hass
Jørgen Hass (født 1942) er en dansk filosof, mag.art. i filosofi og lektor ved Syddansk Universitet. I 1967/1968 fik han Københavns Universitets guldmedalje for sin afhandling "En kritisk redegørelse for diskussionen om den logiske atomisme i de forgangne 50 år". I 1971 blev han ansat som lektor ved Odense Universitet, som nu hedder Syddansk Universitet.
Hass har hovedsageligt beskæftiget sig med græsk og tysk filosofi. Hans betydning har især ligget i det mundtlige foredrag, mens en egentlig decideret publikationsiver kunne savnes. Han har i en længere årrække arbejdet på færdiggørelsen af bind 4 i Den europæiske filosofis historie (NNF), fra Kant til 1900 - forordet udkom i 1989 (Undr. nr. 58) - samt en Descartesbog.

## Artikler
- "Reflexion og dialektik hos Kant", Filosofiske studier, Bd. 1, s. 111-148, 1978.

- "Interpretation og perception : Gadamers teori om forståelsens sproglighed", Symposion, Årg. 12, nr. 1, s. 35-67, 1979.

- "Entfremdung und Freiheit bei Hegel und Kierkegaard", Kierkegaard und die deutsche Philosophie seiner Zeit, Kopenhagen/München, s. 62-83, 1980.

- "'Mimesis' og 'mathesis' : Opgøret med kunsten i Platons Staten", Museum Tusculanum, Nr. 40/43, s. 83-117, 1980.

- "Tradition og fornuft : Gadamers teori om forståelsens historiskhed", Filosofiske studier, Bd. 3, s.33-61, 1980.

- "Hegel og problemet om filosofiens 'begyndelse'. Et grundproblem i Phänomenologie des Geistes". Kris nr. 20/21, s. 55-59, 1981.

- "Verdensanskuelse – Romantikken og filosofien", Kritik. Årg. 21, nr. 83, s. 65-88, 1988.

- "At læse filosofi", Undr. Nr. 58, s. 76-87, 1989.

- "Metafysik og modernitet: Kants historiefilosofi", Filosofiske studier. Bd. 15, s. 108-125, 1995.

- "Kunsten og staten", Filosofi, nr. 2., s. 45-55, 1998.

- "Der letzste Rauch : Nietzsches Metaphysikkritik und der Perspektivismus", Text & Kontext, Jahrg. 23, h. 1, s. 75-86, 2001.